# Amos Manor
Amos Manor (hebrejsky: עמוס מנור, rodným jménem Arthur Mendelovič; 8. října 1918 – 5. srpna 2007) byl v letech 1953 až 1963 ředitelem izraelské hlavní bezpečnostní služby Šin bet.

## Biografie
Narodil se v Sighetu v Maramureși. Po otci zdědil lásku k hebrejštině a fotbalu. Druhá světová válka ho zastihla při studiích v Paříži. Jako Žid skončil v koncentračním táboře Auschwitz-Birkenau, který přežil. Pracoval v organizaci Bericha. V roce 1949 podnikl aliju do Izraele.
Manor byl kosmopolita, hebrejsky hovořil se znatelným maďarským přízvukem, ale své okolí si získával svou schopností mít rád lidi. Byl spontánní a otevřený.

## Činnost v Šin bet
První úspěchy získal jako šéf sekce pro sovětský blok v kontrašpionážním oddělení. Manor ze sovětského bloku pocházel a dokázal z této zkušenosti těžit. Navíc dokázal využívat informací a znalostí židovských přistěhovalců z tohoto bloku či izraelských diplomatů působících v této oblasti. Zároveň byly tyto informace důležitým argumentem při jednání se CIA a dalšími spřátelenými tajnými službami.
Na funkci ředitele Šin bet ho premiérovi Davidu Ben Gurionovi navrhl tehdejší šéf Mosadu Iser Har'el (někteří z Ben Gurionových spolupracovníků vyjádřili pochybnosti, ale Har'el pohrozil rezignací, jestli nebude Manor jmenován).
Za Manorova působení zaznamenal Šin bet několik významných úspěchů; např. získání Chruščovova projevu o Stalinově kultu osobnosti.
Poté, co v roce 1963 předal do rukou tehdejšího izraelského premiéra Levi Eškola svou rezignaci, bylo Manorovi v izraelském listu The Jerusalem Post vysloveno poděkování (jeho jméno a název Šin bet nebyly zmíněny).